# كندريك بيركنز
كندريك بيركنز (بالإنجليزية: Kendrick Perkins)‏ مواليد 10 نوفمبر 1984، هو لاعب كرة سلة أمريكي يلعب مع فريق كليفلاند كافالييرز في الرابطة الوطنية لكرة السلة ويحمل الرقم 3. يبلغ طوله 6 قدم 10 بوصة (2.1 م).

## فرق لعب لها
- بوسطن سيلتكس
- كليفلاند كافالييرز

## روابط خارجية
- كندريك بيركنز على موقع إن بي أي (الإنجليزية)
- كندريك بيركنز على موقع سبورتس رفرنس (الإنجليزية)
- كندريك بيركنز على موقع كرة السلة الأوروبية.كوم (الإنجليزية)
- كندريك بيركنز على موقع إي إس بي إن.كوم (الإنجليزية)
- كندريك بيركنز على موقع ريلجم (الإنجليزية)
- كندريك بيركنز على موقع بروبوليرز (الإنجليزية)
- كندريك بيركنز على موقع سبورتس رفرنس (الإنجليزية)